# Antoine Pfrunner
Antoine Pfrunner est un ancien footballeur professionnel français né le 17 novembre 1964. Il évoluait au poste de défenseur central. Il dirige aujourd'hui une société de conseil et de gestion de patrimoine affiliée à l'Union nationale des footballeurs professionnels (UNFP). 

## Biographie
Formé au Football Club de Metz, il y signe son premier contrat professionnel à 17 ans avant d'être prêté, quatre ans plus tard, au Club Olympique de Saint-Dizier alors en deuxième division. Il y évolue pendant deux ans avant de revenir à son club formateur en 1988.
En 1991, il rejoint le club de football de Charleville-Mézières où il côtoie Pierre Gabzdyl et Régis Dzieciol. Il participe à l'écriture de la plus belle page du club ardennais, qui atteint son apogée lors de l'épique victoire contre l'équipe de Marseille (3-1). 
Mais l'équipe ne survit pas à la D2 et entreprend une descente vers la relégation en division d'honneur. 
Aujourd'hui retraité du football, Antoine Pfrunner est chargé de mission à Europ Sports Conseil dont il est désormais le gérant.  
Malchance : Le 7 septembre 1988, lors du match aller de Coupe des coupes du FC Metz contre le RSC Anderlecht, Antoine Pfrunner remplace Thierry Pauk, blessé. A la deuxième minute de jeu, un tir non cadré du belge Gudjohnsen est involontairement dévié par Antoine Pfrunner et vient se loger au fond des filets messins. Pfrunner se retrouve auteur malchanceux d'un premier but contre son camp.  